# Catalina Crespo Sancho
Catalina Crespo Sancho (San José, 3 de marzo de 1974) es una psicóloga que fungió como defensora de los Habitantes de Costa Rica del 13 de diciembre de 2018 al 12 de diciembre de 2022. Actualmente es la embajadora de Costa Rica ente los Estados Unidos.
Crespo es hija de Rodrigo Crespo Apestegui e Irene Sancho Artecona. Cursó el bachillerato en psicología en la Universidad Autónoma de Monterrey, una universidad privada costarricense. Ostenta una maestría en educación internacional de la Framingham State University de Massachusetts, Estados Unidos y un doctorado en sociología educativa de la Universidad Estatal de Nueva York.
Crespo ha ejercido como asesora de Naciones Unidas, el Banco Mundial y el Banco Interamericano de Desarrollo, así como ha asesorado a los gobiernos de Madagascar, India, Nepal y Sri Lanka siendo experta en temas como cambio climático e infraestructura, personas jóvenes, género y poblaciones vulnerables.

## Controversias

### Escándalo UPAD
Crespo fue elegida por las facciones conservadoras dentro del Congreso, con el voto en contra de la bancada oficialista, debido a sus posiciones «provida». Crespo se vio involucrada en un escándalo durante el año 2020 cuando a raíz de las investigaciones en el caso UPAD que involucraba a Casa Presidencial una grabación necesaria para la investigación se perdió bajo su mando y lo mantuvo oculto por varios meses. El Consejo de Directores de la Defensoría pidió su destitución por la pérdida de la grabación y la forma en que abordó mediáticamente el tema del caso UPAD, apartándose de las recomendaciones del personal especializado de la institución. Poco después Crespo disolvió al Consejo de Directores y la Asamblea Legislativa abrió un proceso para destituirla del cargo, el cual culminó con una votación mayoritaria a que continuara en su puesto. 

### Consultorios jurídicos
En marzo de 2021, la institución informó haber puesto fin a un convenio con la Universidad de Costa Rica que permite, desde inicios de los años 2000, mantener un consultorio jurídico en las oficinas de la Defensoría de los Habitantes destinado a población vulnerable y con pocos recursos económicos. Crespo alegó que la decisión se motivaba en los "fuertes recortes presupuestarios" que según ella fueron impulsados por el presidente de la República, Carlos Alvarado Quesada. Sin embargo, trascendió posteriormente que el Gobierno no solo presupuestó los recursos para financiar dicho convenio, sino que la partida para el 2021 era superior a la del año previo. Finalmente, la Universidad de Costa Rica decidió cubrir los gastos del consultorio para prevenir la afectación a las centenares de personas que anualmente acuden a ese servicio por asesoría legal gratuita.

### Beligerancia política
El 23 de julio del 2020, los diputados María Vita Monge Granados (PUSC), Franggi Nicolás Solano (PLN), Floria Segreda Sagot (PRN), Carolina Hidalgo Herrera (PAC), Otto Roberto Vargas Víquez (PRSC), José María Villalta Flórez-Estrada (FA), y los independientes Zoila Rosa Volio Pacheco y Erick Rodríguez Steller denunciaron a Crespo ante el Tribunal Supremo de Elecciones por incurrir en beligerancia política. La denuncia fue presentada ante los diputados por el Sindicato de Funcionarios y Funcionarias de la Defensoría de los Habitantes y en ella se afirmaba que Crespo había participado en actividades político-partidistas del "Grupo de Reflexiones Socialcristianas", ligado al Partido Unidad Social Cristiana. En la evidencia aportada se incluyeron publicaciones en Facebook que mostraban a Crespo posando con la entonces candidata a regidora por la Unidad en Coronado, Roxana Núñez; y otra publicación que anunciaba su participación en un desayuno-conversatorio el 5 de diciembre de 2019, organizado por el grupo socialcristiano.
La Sección Especializada del Tribunal Supremo de Elecciones abrió el expediente contra Crespo bajo el número 024-D2-SE-2020 y a mediados del 2021, se defendió en el proceso alegando que otros altos funcionarios públicos, con igual régimen de prohibición que ella, habían participado en actividades de ese grupo socialcristiano. Sin embargo, el TSE le dio cinco días para que ella presentara la denuncia correspondiente contra esas personas, cosa que en un comunicado de prensa anunció que no haría pues consideraba que no había cometido falta alguna.

### Supuesto nombramiento anómalo
En agosto de 2020 se dio a conocer que la Auditoría Interna de la Defensoría de los Habitantes había objetado el nombramiento, en esa institución, de la esposa del Jefe de Despacho del diputado Otto Roberto Vargas Víquez (PRSC), pues el legislador era parte de la comisión especial del Congreso que recomendaría la salida o permanencia de Crespo.
Adicionalmente se reveló que en abril de 2020 el despacho de la defensora envió un acuerdo al Departamento de Recursos Humanos para nombrar a la abogada Tirza Chaves Valdivia como Profesional de Admisibilidad, siendo ella esposa del exdefensor de los Habitantes, José Manuel Echandi Meza, quien además es asesor del diputado Vargas Víquez (PRSC).

## Publicaciones
- Caminos Hacia la  Paz: Enfoques Inclusivos Para Prevenir la Violencia y las Guerras (coautora del estudio del Banco Mundial y la Organización de Naciones Unidas).
- El Rol del Género y la Juventud en la Prevención de la Violencia.
- Los costos económicos de la violencia usando iniciativas de bajo costo y locales con mujeres en África (Directora del proyecto junto con ONU Mujeres y UNEP.
- Preparación de estrategia y documento  sobre la violencia contra la mujer para Haití
- Preparación de evaluación del país de Sudán para informar la estrategia de país del Banco.